# Surkhang Wangchen Gelek
Surkhang Wangchen Gelek (1910 au Tibet - 3 janvier 1977 à Taïwan) est un ministre et un militaire tibétain. Il est aussi écrivain, et l'auteur d'une histoire du Tibet, écrite en tibétain, et traduite en partie en anglais.

## Biographie

### Famille
Il est le fils de Surkhang Wangchen Tseten, ministre des Affaires étrangères du Tibet. Surkhang Lhawang Topgyal est son frère. Sa sœur, Dorje Yudon Yuthok, s'enfuit du Tibet en 1959, rejoint les États-Unis en 1965 et a écrit une autobiographie, The House of the Turquoise Roof, publiée en 1990. Il a épousé vers 1939 -1940 la sœur de Yuthok Tashi Dhondup, lequel a épousé Dorje Yudon Yuthok.

### Carrière
Il commence sa carrière comme fonctionnaire laïc de 7e rang dans le gouvernement du Tibet. Il est d'abord nommé shipkhang totampa (fonctionnaire responsable de la farine) et katrung (secrétaire adjoint du Kashag). En 1933, il est envoyé comme assistant du dochi (gouverneur du Kham). En 1938, il est nommé colonel (depons) dans l'armée tibétaine, dirigeant une unité de 1 500 soldats dans le Kham.
En 1939, il est transféré à la fonction publique à Lhassa. Là, en 1941, il est nommé phepchag gowpa (fonctionnaire responsable du palanquin). En 1943, il est de nouveau nommé adjoint du gouverneur du Kham et plus tard en août de cette année, ministre laïc (shapé) de Nangchen.
Dans les années 1940, il est responsable de la paye des soldats. En 1949, Ngabo est son assistant jusqu'en avril 1950 avant d'être nommé gouverneur du Kham.
Lors de la création du Comité préparatoire à l'établissement de la région autonome du Tibet en 1956, il figure parmi ses 51 membres en tant que membre désigné par le Kashag.
En 1959, lors du soulèvement tibétain, il s'enfuit en exil en Inde avec la délégation du 14e dalaï-lama. Il se trouve dans le dernier et 4e groupe, le plus nombreux, qui comprend Ling Rinpoché, Trijang Rinpoché, Liuoushar, Shasour et différents auxiliaires.
De 1960 à 1964, il est Premier ministre tibétain du 1er Kashag.
Accompagné de son frère Surkhang Lhawang Topgyal, Surkhang Wangchen Gelek s'installe à Seattle entre 1964 et 1972 avant de partir pour Taïwan. À Seattle, il travaille avec Melvyn C. Goldstein.
Il meurt à Taïwan le 3 janvier 1977 d'une crise cardiaque.

## Publications
- (en) Tax measurement and lagʼdon tax, 1966, Bulletin of Tibetology, Gangtok, 3 (1) : 15-28.
- (en) Tibet: The Critical Years (Pt. 1): The Thirteenth Dalai Lama, 1982, The Tibet Journal, 7 (4) : 11-19.
- (en) Tibet: The Critical Years (Pt. 2): The Sixth Panchen Lama, 1983, The Tibet Journal, 8 (1) : 20-29.
- (en) Tibet: The Critical Years (Part III): The Reting Rinpoche, 1983, The Tibet Journal, 8: 33-39
- (en) Tibet: The Critical Years (Part IV): The Discovery ofthe XIVth Dalai Lama, 1983, The Tibet Journal, 8 (3) : 37-44.
- (en) Government, monastic and private taxation in Tibet, 1986, The Tibet Journal, 11 (1): 21-40.